# Johan Steyn, Baron Steyn
Johan van Zyl Steyn, Baron Steyn PC (* 15. August 1932 in Kapstadt; † 28. November 2017) war ein südafrikanisch-britischer Jurist und bis September 2005 Law Lord.

## Leben und juristische Karriere
Johan Steyn studierte Rechtswissenschaften an der Universität Stellenbosch, bevor er am University College als Rhodes Scholar Englisch studierte.
1958 wurde er in Südafrika als Anwalt zugelassen und 1970 zum Senior Counsel des Supreme Court von Südafrika ernannt. Als Folge seiner Gegnerschaft zum Apartheids-Regime verließ er 1973 seine Heimat und zog ins Vereinigte Königreich. Dort wurde er erneut als Anwalt tätig und baute eine angesehene Anwaltspraxis auf. 1979 wurde er Kronanwalt und 1985 Richter des High Court, eine überraschende Ernennung durch den damaligen Lordkanzler Quintin McGarel Hogg. Von 1989 bis 1991 war er Vorsitzender Richter des nordenglischen Gerichtssprengels Northern Circuit. 1992 wurde er zum Lord Justice of Appeal ernannt.
Bei der Anwaltskammer Lincoln’s Inn wurde Steyn 1985 Vorsitzender Richter (Bencher). Von 1987 bis 1988 war er Vorsitzender (Chairman) des Race Relations Committee of Bar und von 1990 bis 1994 übte er dieses Amt beim Departmental Advisory Committee on Arbitration Law aus. Im Anschluss war er von 1994 bis 1996 Vorsitzender des Lord Chancellor’s Advisory Committee on Legal Education and Conduct (ACLEC). Seit 2005 war er Mitglied der Essex Court Chambers. Er war Vorsitzender des Takeover Panel Appeal Board.

## Mitgliedschaft im House of Lords
1995 wurde Steyn zum Lord of Appeal in Ordinary und damit auch zum Life Peer als Baron Steyn, of Swafield in the County of Norfolk ernannt. Als Law Lord erlangte er Prominenz für seine liberalen Ansichten und seinen Einsatz für die Menschenrechte. In der Causa Pinochet zweifelte er an, dass dieser Politische Immunität besitze.
Öffentlich kritisierte er das Camp X-ray in Guantanamo Bay. Daraufhin setzte die britische Regierung ihn unter Druck, der am 4. Oktober 2004 beginnenden Anhörung über die unbegrenzte Sicherheitsverwahrung von Verdächtigen unter dem Anti-terrorism, Crime and Security Act 2001 fernzubleiben.
Seine juristische Arbeit im House of Lords war bedeutsam für die Umsetzung des Human Rights Act 1998 in britisches Recht. Er war einer von wenigen hochrangigen Juristen, die Aufrufe zur Modernisierung des englischen Justizsystems und zur Abschaffung der Rolle des Lordkanzlers unterstützten.
Steyn trat als Lord of Appeal in Ordinary am 30. September 2005 in den Ruhestand. Lord Mance wurde am 1. Oktober 2005 sein Nachfolger. Seit seinem Eintritt in den Ruhestand hatte er den Vorsitz der Menschenrechtsorganisation Justice inne und erregte durch kritische Aussagen zur Menschenrechtspolitik der Regierung von Tony Blair Aufmerksamkeit.
Seine Anwesenheit bei Sitzungstagen lag im sporadischen Bereich.

## Familie
Steyn heiratete 1977 Susan Leonore. Aus seiner vorherigen Ehe mit Jean Pollard gingen zwei Söhne und zwei Töchter hervor.

## Ehrungen
1985 wurde Steyn Knight Bachelor. 1992 wurde er ins Privy Council aufgenommen.
1999 wurde er Ehrenmitglied des American Law Institute und 2002 bei der Society of Legal Scholars. Das Queen Mary College der University of London verlieh ihm den Ehrendoktor der Rechtswissenschaften (Hon LLD), 1998 auch die University of East Anglia. Steyn wurde 2005 Honorary Fellow des University College London.